# بیچ‌کرفت
بیچ‌کرفت (به انگلیسی: Beechcraft) یکی از شرکت‌های فرعیِ مجموعهٔ تکستران از سال ۲۰۱۴ است. این شرکت یکی از شرکت‌های فرعی بیچ ایرکرفت سازنده هواگردهای عمومی، تجاری و نظامی است که طیف وسیعی از هواپیماهای تک موتوره و دوموتوره پیستونی و توربوپراپ و جت تجاری را شامل می‌شود. این شرکت بعدها زیر مجموعه شرکت ریتیون و نهایتاً تکستران گردید.

## هواگردها
- بیچ‌کرفت بونانزا
- بیچ‌کرفت بارون
- بیچ‌کرفت کینگ ایر